# Dyszu tiszynoj
Dyszu tiszynoj (ros. Дышу тишиной, pol. Oddychaj ciszą) – trzeci studyjny album rosyjskiego muzyka Nikołaja Noskowa wydany po raz pierwszy w Rosji w 2000 roku. Prezentacja albumu odbyła się w Państwowym pałacu kremlowskim 10 października 2000. W nagraniu albumu brała udział Akademicka Orkiestra Kameralna Musica Viva. Piosenka „Eto zdorowo” stała się znakiem rozpoznawczym wokalisty i otrzymała Złoty Gramofon dwukrotnie w latach 2000 i 2015 (20 lecie nagroda).

## Lista utworów
Opracowano na podstawie materiału źródłowego
1. Дышу тишиной („Dyszu tiszynoj”) – 3:57
2. Зимняя ночь („Zimniaja nocz”) – 3:46
3. Романс („Romans”) – 4:58
4. Это здорово („Eto zdorowo”) – 4:11
5. Исповедь („Ispowiedʹ”) – 3:38
6. Снег („Snieg”) – 4:54
7. Доброй ночи („Dobroj noczi”) – 5:06
8. Дай мне шанс („Daj mnie szans”) – 5:06
9. Узнать тебя („Uznat' tiebia”) – 4:56
10. Мой друг („Moj drug”) – 5:13
11. В рай („W raj”) – 4:59
12. Это здорово („Eto zdorowo”) – 3:48